# Duckwitzbreen
De Duckwitzbreen is een gletsjer op het eiland Barentszeiland, dat deel uitmaakt van de Noorse eilandengroep Spitsbergen.
De gletsjer is vernoemd naar Duits politicus Arnold Duckwitz (1802-1881).

## Geografie
De gletsjer is noordoost-zuidwest georiënteerd en heeft een lengte van ongeveer acht kilometer. Hij komt vanaf de Barentsjøkulen en mondt in het zuidwesten uit in het fjord Storfjorden.
Ten noorden van de gletsjer ligt de ijskoepel Solveigdomen en ten oosten de ijskoepel Peer Gyntslottet.